# Ongoni (Comores)
Pour les articles homonymes, voir Ongoni.
Ongoni est un village des Comores, situé sur l'île d'Anjouan, dans la préfecture de Domoni.